# Primeiro Congresso Mundial Rom

Bandeira do Povo Cigano

O Primeiro Congresso Mundial Rom ocorreu em Londres, no dia 8 de abril de 1971. Lá, ficou definido o uso de uma bandeira única para todos os roma (ou ciganos) e a adoção da canção Gelem Gelem como hino nacional. 